# هنری جانستون (بازیکن فوتبال)
هنری جانستون (انگلیسی: Henry Johnston؛ زادهٔ) بازیکن فوتبال است.
از باشگاه‌هایی که در آن بازی کرده‌است می‌توان به باشگاه فوتبال گریمزبی تاون اشاره کرد.